# Show Bus
Pour plus de détails, voir Fiche technique et Distribution.
Show Bus (Honeysuckle Rose) est un film américain réalisé par Jerry Schatzberg, sorti en 1980.

## Synopsis
Buck Bonham est un chanteur de country, âgé d'une cinquantaine d'années, qui essaye de rencontrer un succès national.

## Fiche technique
- Titre original : Honeysuckle Rose
- Titre français : Show Bus
- Réalisation : Jerry Schatzberg
- Scénario : Carol Sobieski, William D. Witliff et John Binder d'après une histoire de Gösta Steven et Gustav Holander
- Photographie : Robby Müller
- Direction artistique : Joël Schiller
- Musique et chansons : Willie Nelson
- Production : Sydney Pollack, Warner Brothers (Gene Taft)
- Pays de production : États-Unis
- Format : Technicolor - 35 mm - 2,35:1 - Dolby
- Genre : drame, romance
- Durée : 119 minutes
- Dates de sortie : 
  - États-Unis : 18 juillet 1980
  - France : 3 juin 1981

## Distribution
- Willie Nelson : Buck Bonham
- Dyan Cannon : Viv Bonham
- Amy Irving : Lily Ramsey
- Slim Pickens : Garland Ramsey
- Joey Floyd : Jamie Bonham
- Charles Levin : Sid
- Mickey Rooney Jr. : Cotton Roberts
- Lane Smith : Brag, le manager de Cotton
- Pepe Serna (en) : Rooster
- Priscilla Pointer : Rosella Ramsey
- Diana Scarwid : Jeanne
- Emmylou Harris : elle-même

## Commentaires
« À l'univers terriblement urbain et clos de ses deux premiers films, Jerry Schatzberg oppose, dans L'Épouvantail et Honeysuckle Rose, l'échappée belle qui dessine la forme d'une liberté possible. [...] Il retrouve par là l'une des figures centrales du cinéma américain qui, autant que de la Conquête, parle de l'errance. [...] Schatzberg plonge au cœur de cette utopie américaine avec ce film, où sa caméra suit, grâce à l'admirable photographie de Robby Müller, la traversée du vieil Ouest américain au rythme des chansons de Willie Nelson [...]. Film simple comme le sont les vieux airs si présents dans l'Ouest d'aujourd'hui, où Schatzberg semble ne pas chercher autre chose qu'une exacte adéquation au rythme musical dont la rudesse et le mutisme éclatent sous les grincements de la guitare et de la guimbarde qui libèrent brutalement ce que les mots ne savent pas dire. » « [...] Images sereines d'une Amérique profonde, représentée - paradoxalement - par un marginal heureux de l'être et qui entend le rester. »